# 埼玉新都心

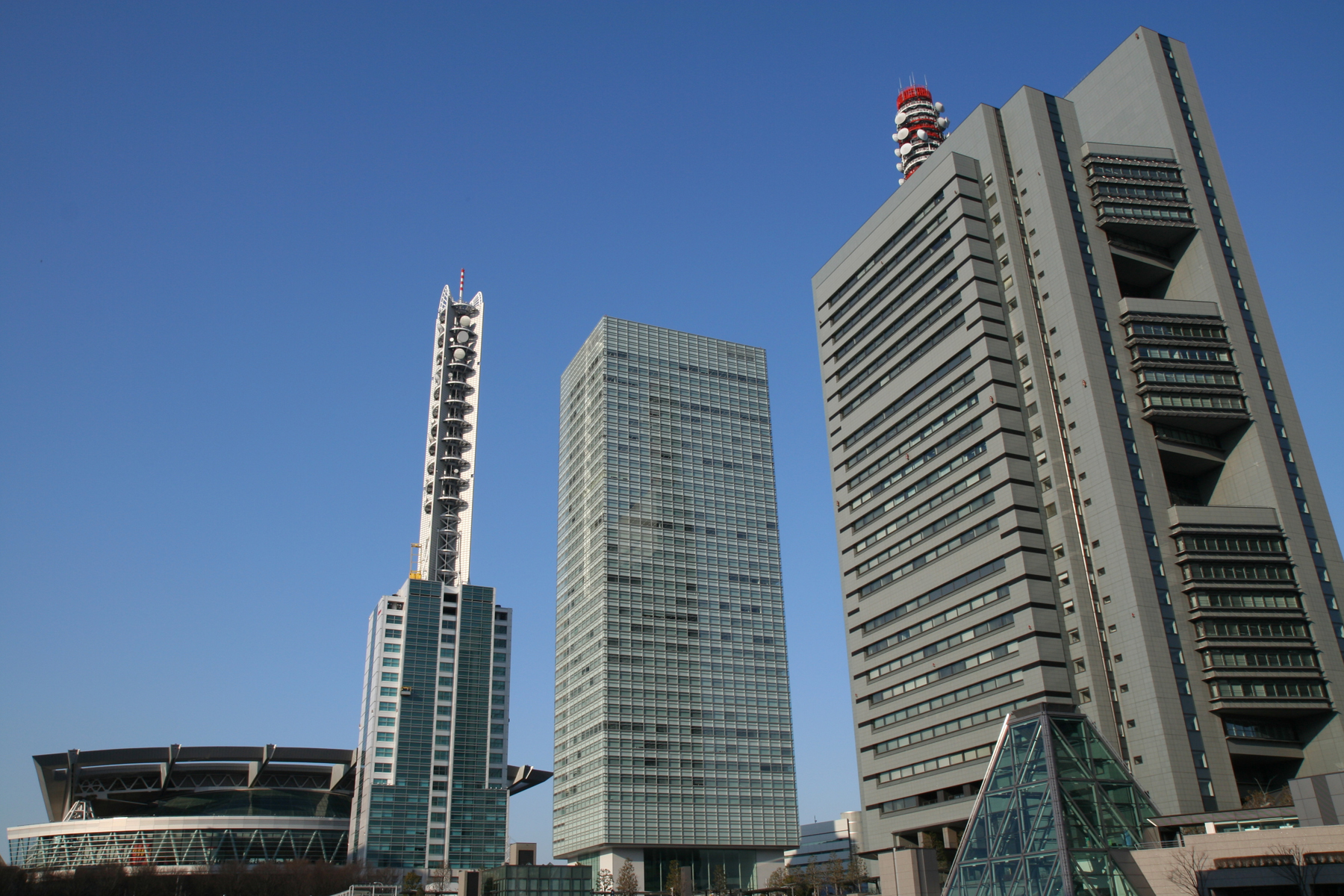
左起為埼玉超級體育館、NTT docomo埼玉大廈、LAND AXIS TOWER、合同廳舍1號館

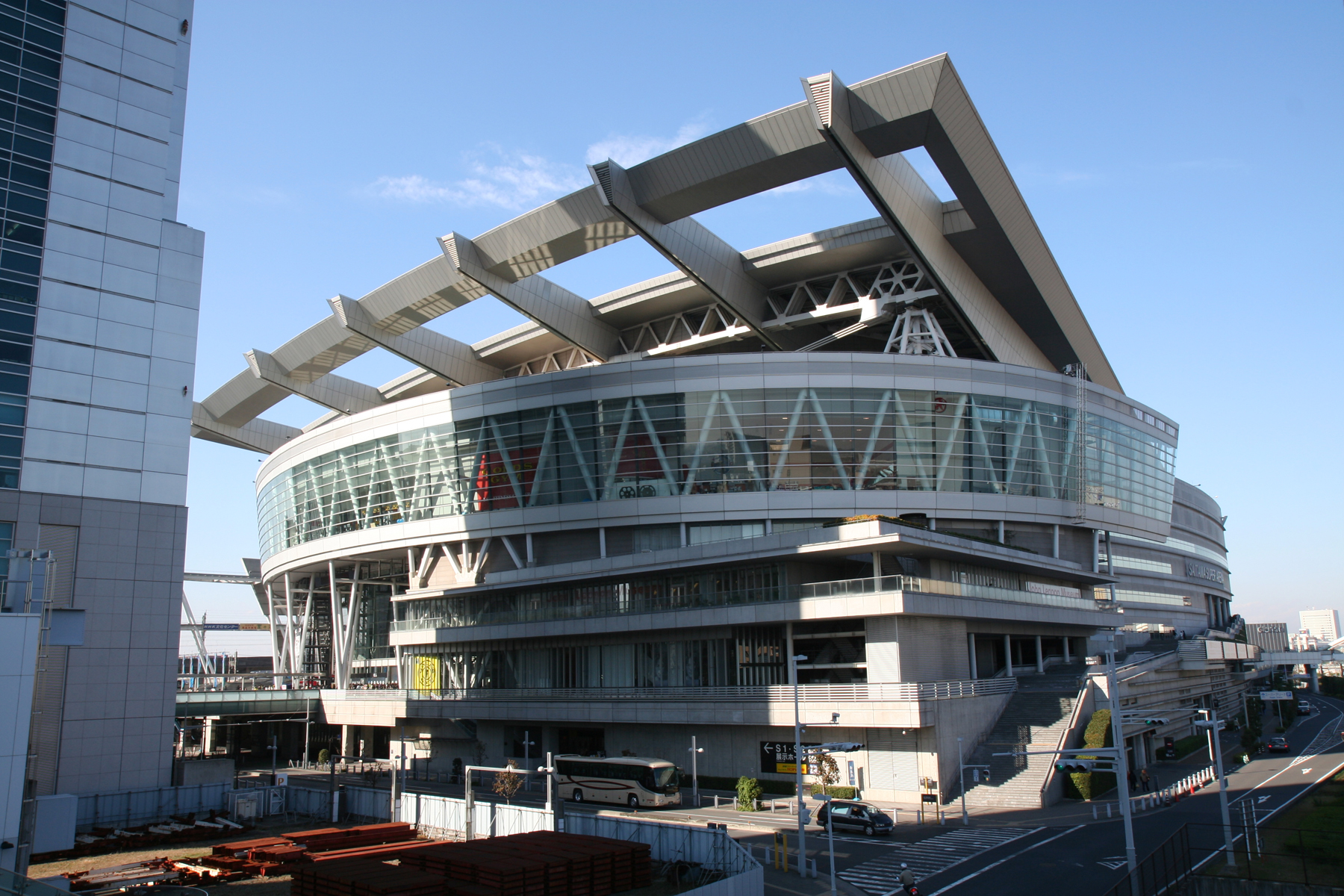
埼玉超級體育館

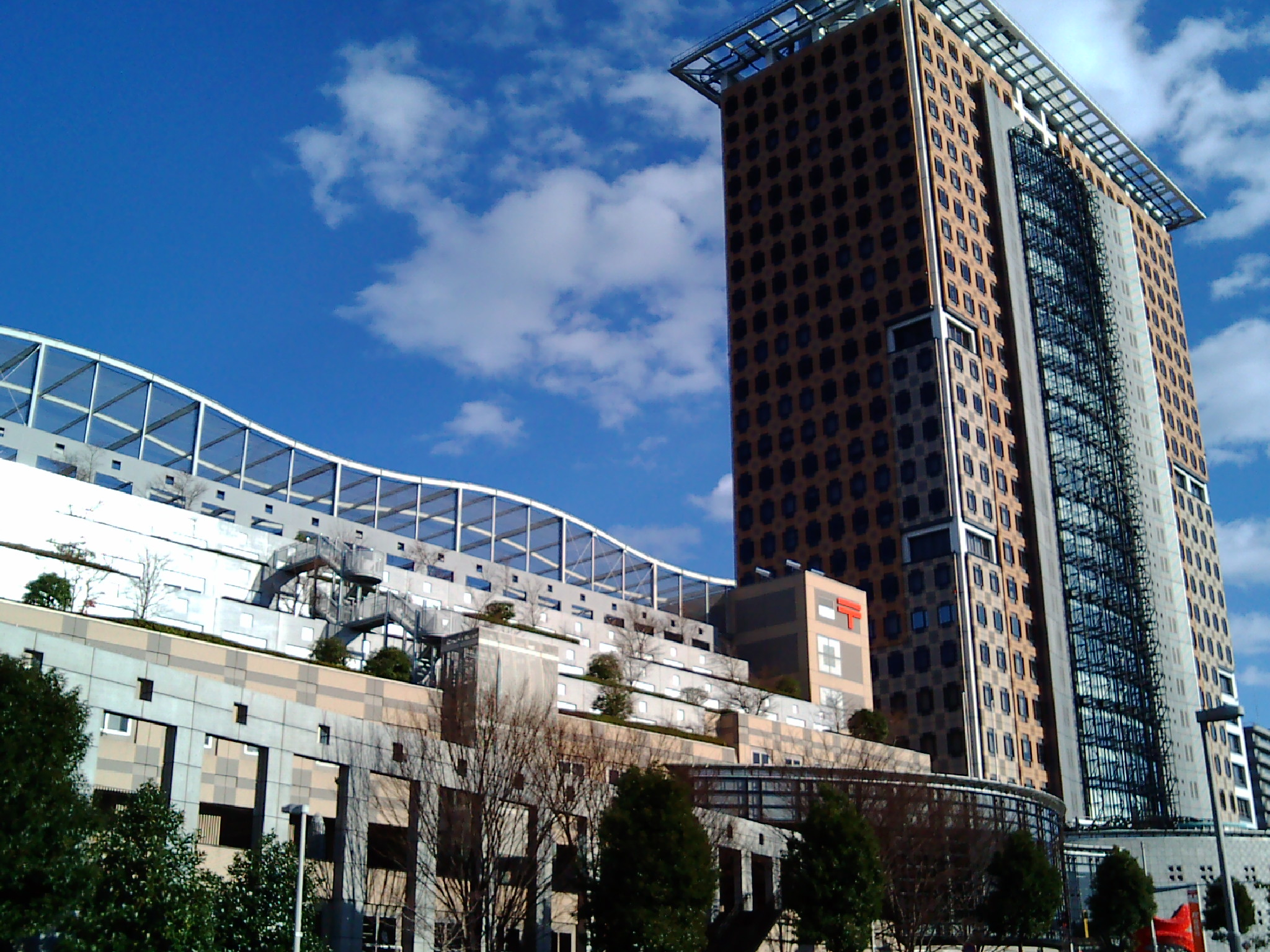
日本郵政埼玉新都心大廈（舊埼玉新都心郵政廳舍）
埼玉新都心郵便局（左側）

埼玉新都心（日語：さいたま新都心）是位於日本埼玉縣埼玉市的都市開發區，目標是成為分擔東京機能的「新都心」。

## 概要
埼玉新都心是位於「業務核都市」的舊浦和市、大宮市兩市與舊與野市之間的區域，為了有效利用1984年（昭和59年）停止運作的國鐵大宮操車場，政府閣議決定進行再開發、土地重劃。2000年（平成12年）5月5日「開街」。開街後成為埼玉縣內重要的企業據點，並與浦和站、大宮站一同指定為埼玉市主要辦公商區。
以南北向JR東北本線為界，可分為東側地區（片倉工業大宮製作所舊址周邊，埼玉市大宮區吉敷町）與西側地區（國鐵大宮操車場舊址周邊，中央區新都心）。新都心整備事業包括了埼玉新都心站、地上2樓連結各設施的行人步道、都市計畫道路、區劃街道、首都高速道路、維生管線的共同管線、雨水的滯洪池等基礎建設。埼玉新都心合同廳舍由政府機關（中央官廳）管轄關東地方的地方機關（各省廳地方支分部局），和管轄甲信越地方的部分地方機關入駐。其他還有民間高層大樓、埼玉超級體育館、櫸樹廣場等。
現在埼玉縣埼玉市中央區新都心，在埼玉市成立以前是由舊浦和市、舊大宮市、舊與野市組成的區域，地名為舊浦和市上木崎一丁目、舊大宮市北袋町一丁目、舊與野市上落合二番地。埼玉市成為政令指定都市後，東北本線西側的舊與野市域編入中央區，東側編入大宮區。同時，舊町名混雜的西側地區統一為「埼玉市中央區新都心」。

## 詳細

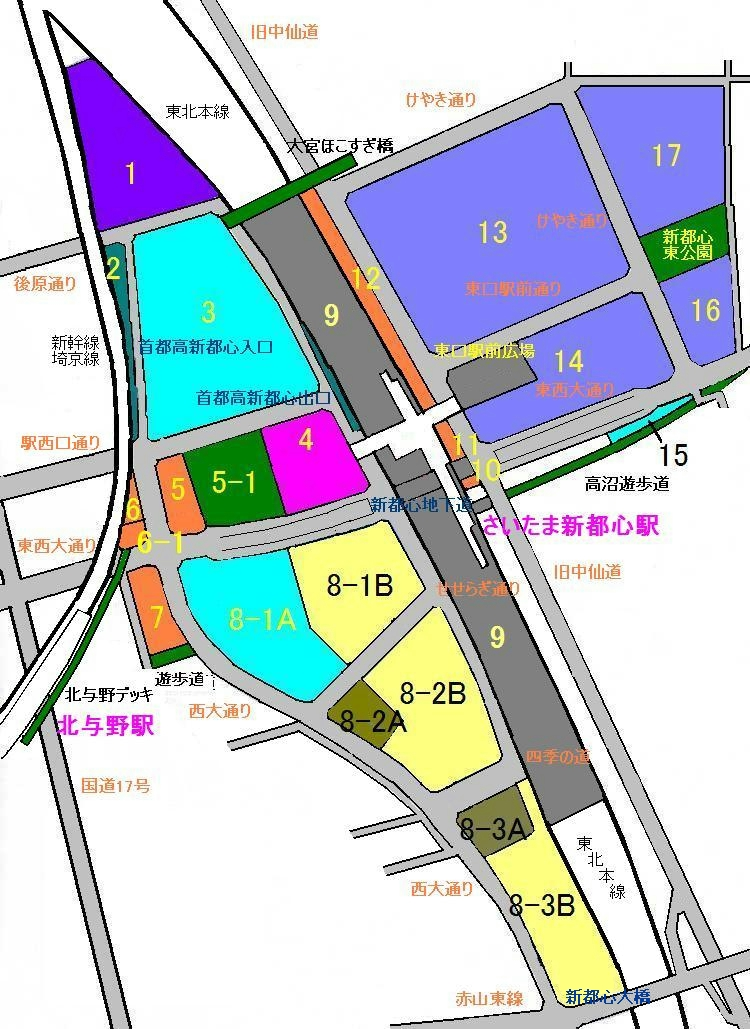
埼玉新都心

- 所在地：埼玉縣埼玉市中央區新都心、大宮區吉敷町
- 事業手法：土地區劃整理事業（日语：土地区画整理事業）
- 事業主體：國家、埼玉縣、住宅、都市整備公團（日语：住宅・都市整備公団）（現都市再生機構）
- 開發面積：474,000m2 (47.4公頃)（舊國鐵大宮操車場舊址24.9公頃，民間再開發預定地18.9公頃，道路等公有地3.6公頃）
- 總建築面積：約1,800,000平方公尺。
- 就業人口計畫：約57,000人

### 街區概要
街區位置與所在設施如下。粗字為設施編號。
1街區
新都心東北本線西側（舊大宮操車場）最北端的地區。設施有東京瓦斯埼玉新都心地域冷暖房中心、歌樂本社事務所、技術中心，首都高速道路新都心換氣所。
2街區
1街區與後原通之間的南側、3街區與新都市北通之間西側、首都高速道路新都心入口與新幹線高架之間的狹窄地區。設施有首都高速道路新都心入口。
3街區
1街區與後原通的南側地區。設施有W-01 埼玉超級體育館。
4街區
3街區與西口站前通的東南側地區。地下為交通廣場，設施有W-03 NTT docomo埼玉大廈、W-04 LAND AXIS TOWER（L.A TOWER、明治安田生命埼玉新都心大廈）、LAND AXIS GARDEN、熱鬧購物中心（にぎわいモール，全部由人工地盤連結）。未整備區劃是JR東日本埼玉新都心飯店（暫稱）預定地。
5街區
4街區西邊的地區。設施有W-12 埼玉MEDIA WAVE（さいたまメディアウェーブ，NTT東日本埼玉新都心大廈）。
5-1
廣場街區，W-02「櫸樹廣場」。
6街區
5街區與新都市南通的西側，新幹線與道路之間的三角形地區。6-1街區以外為停車場。
6-1
面對西口站前通的地區，設施有W-13 小池大廈Porte。與櫸樹廣場、JR北與野站之間有北與野行人天橋連結。
7街區
6街區與東西中央幹線南側的地區。個人小型大樓與宅邸林立，新都市南通北起為W-14 FSK大樓，W-16 WELK大樓（ウェルクビル）、停車場。另一面北起為停車場，W-15 Apias新都心，W-17 Mitsue大樓（ミツエビル）、エアフォルク（公寓）、停車場、クラフト新都心公寓、W-18 新都心第一大樓（新都心ファーストビル），W-19 林大樓。
8街區
東西中央幹線南側的地區。分8-1〜3，還可細分為A與B區。A區為商業地區，B區為官公廳地區。
8-1A
5街區與東西中央幹線南側，新都心代表性的商業地區（南側中核設施群）。2013年現在為臨時停車場，地主有都市再生機構、埼玉縣、埼玉市等。2015年前預定建設埼玉紅十字醫院、埼玉縣立小兒醫療中心。
8-1B
4街區與東西中央幹線南側地區設施有W-05 合同廳舍1號館、「月之廣場」（月のひろば，公園）、資訊中心、餐廳。
8-2A
8-1A與區劃道路南側地區。設施有W-08 Brillante武藏野飯店（ブリランテ武蔵野）與「With you 埼玉」（With you さいたま，埼玉縣性別平等促進中心）。
8-2B
8-1B與區劃道路南側地區。設施有W-06 合同廳舍2號館與W-07 合同廳舍檢査棟、合同廳舍厚生棟、「潺潺之丘」（せせらぎの丘，公園）。
8-3A
8-2B與區劃道路南側地區。設施有W-09 Rafre埼玉飯店（ラフレさいたま，日本郵政經營的旅館）。
8-3B
8-3A南側地區。設施有W-10 埼玉新都心郵便局與W-11 日本郵政集團埼玉大廈（日本郵政グループさいたまビル，舊埼玉新都心郵政廳舍）。
9街區
埼玉新都心東西連絡路（大宮鉾杉橋）起至區界之間的JR鐵路用地。設施有埼玉新都心站。
10街區
新都心東北本線東側、舊中山道與9街區（鐵道用地）南端。設施有首都高速道路地下道的緊急出口。
11街區
10街區與道路上公有地（東西中央幹線地下道上方，JR業務用停車場與小公園）北側地區。設施有E-04首都大樓（キャピタルビル，武藏野銀行等）與每日廣場（まいにち広場，定食屋）。
12街區
11街區與車站人行通道北側地區。個人小型大樓與宅邸林立，南起E-05 埼玉新都心站東口大樓（飲食店）、E-06 丸九大樓（埼玉里索那銀行等）、E-07 新首都大樓（ニューキャピタルビル）、E-08 松井大樓、 E-09報春花關口（プリムローズ関口，關口大樓）、E-10 新世紀大樓、停車場、E-11 K.J大樓、E-12 鈴蘭館（すずらん館）大宮、停車場、E-13 東橫INN埼玉新都心店。
13街區
舊中仙道東側、櫸通（けやき通）北線、櫸通東線、櫸通中央線圍繞的地區。設施有COCOON CITY COCOON 2。櫸通北線對面的舊片倉建地有汽車經銷商E-17 凌志埼玉新都心、福斯汽車DUO埼玉新都心。
14街區
13街區與櫸通中央線南側地區。設施有E-01 COCOON CITY COCOON1。
15街區
14街區與東西中央幹線南側。設施有埼玉新都心站東口自行車等停車場。
16街區
14街區與櫸通東線東側地區。設施有COCOON1立體停車場。
17街區
16街區與新都心東廣場（公共地區不屬於街區）北側。設施有E-16 埼玉新都心COCOON CITY住宅展示場。2013年起住宅展示場建地一部份轉用建設軟體銀行行動通訊「（暫稱）大宮網路中心」。區劃道路對面是E-18 花園山迎賓館（ガーデンヒルズ迎賓館，結婚式場）。
※E-17、18不在新都心再開發區劃內，因為屬於片倉建地內因此一併介紹。

### 都市計畫道路
- 1･3･3 高速埼玉東西連絡道路（首都高速埼玉新都心線）
- 3･5･6 國道17號
- 3･4･25 中山道
- 3･3･52 赤山東線（日语：埼玉県道159号さいたま北袋線）（陸橋為「新都心大橋」）
- 3･3･53 新都市南通線（西大通）
- 3･3･94 南大通東線
- 3･2･95 東西中央幹線（東西大通，「新都心地下道」）
- 3･3･96 櫸通北線（櫸通）
- 3･3･97 櫸通東線（櫸通）
- 3･3･98 櫸通中央線（東口站前通）
- 3･4･120 八幡通線（日语：埼玉県道215号宗岡さいたま線）
- 3･3･131 埼玉新都心站西口站前通線（站西口通）
- 3･4･132 後原通線（後原通、富士通）
- 7･6･1 新都市北通線
- 8･6･3 埼玉新都心東西連絡路（大宮鉾杉橋）
  - 第一個數字是道路類別，中間是道路寬度類別，後面是路線編號

### 步道
埼玉新都心各主要設施都由2樓的行人步道連結，是新都心的特色之一。
步道從南北方向的「大宮鉾杉橋」開始，連結「埼玉超級體育館」外周、「櫸樹廣場」、「LAND AXIS TOWER」、合同廳舍1號館、2號館、檢查棟、「Brillante武藏野」、「Rafre埼玉」、埼玉新都心郵便局、日本郵政埼玉大廈，可從1街區步行至8-3街區。東西方向從「櫸樹廣場」開始，經由埼玉新都心站，到「COCOON新都心」停車場的16街區，並連結北與野站的北與野行人天橋。這些步道組成新都心的空中回廊。
步道與地上的「月之廣場」、「潺潺之丘」一體化，並以「藝術之街埼玉」為目標，在室外展示雕刻等多項藝術作品。
大部分步道設有開放式的遮雨棚。此外，部分步道與大樓一體化。主要地點設有電梯通往地面。

## 主要設施

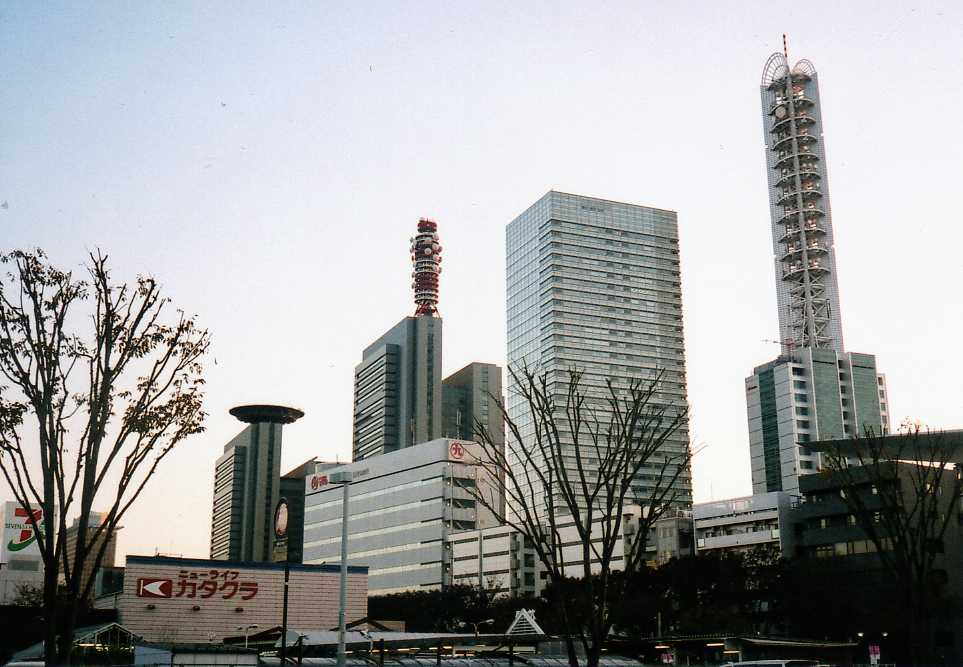
東口。前方為New Life片倉。

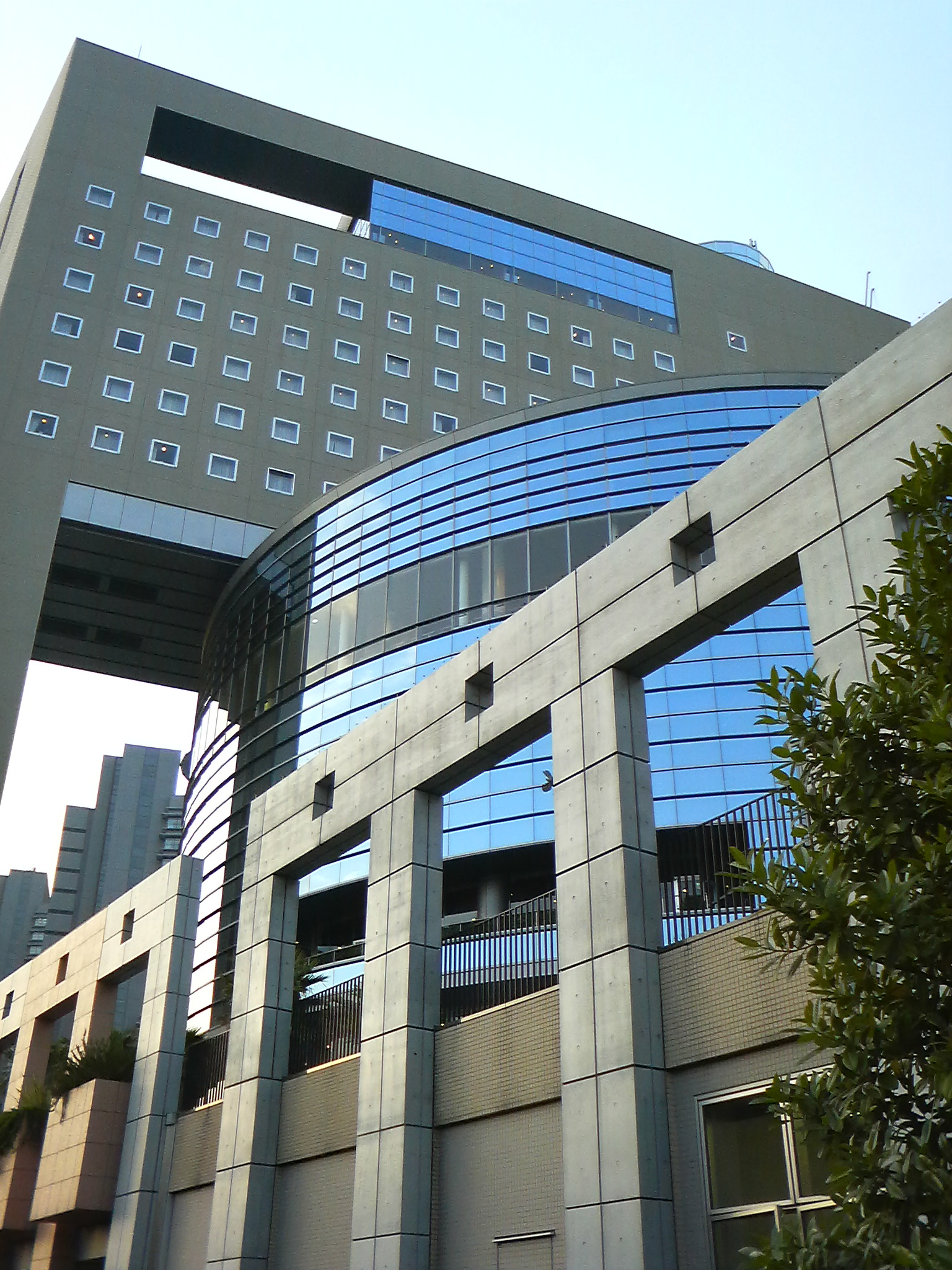
Rafre埼玉

### 公共、文化
- W-01 埼玉超級體育館
- W-02 櫸樹廣場（日语：けやきひろば）
- 月之廣場（公園）
- 潺潺之丘（公園）
- 四季之道（區劃道路之一）
- 新都心東廣場

### 業務
- W-03 NTT docomo埼玉大廈

大樓高99.9公尺、地上18層地下3層，包含通信塔則高度達218.5公尺。大樓為NTT docomo埼玉支店，此外建物有一半是FOMA等交換設備。
- W-04 明治安田生命埼玉新都心大廈（日语：明治安田生命さいたま新都心ビル）『LAND AXIS TOWER』

高168.3公尺、地上35層地下3層。與埼玉新都心站有通路連結，1樓附設交通廣場。此外，1樓入口大廳有高16公尺的天井、巨大門型構造「Super Mega Frame」。
- W-05 埼玉新都心合同廳舍1號館

高153.9公尺、地上31層地下3層。位於LA塔以南，為新都心的中央，頂樓有50公尺的通訊用天線。
- W-06 埼玉新都心合同廳舍2號館

高138.7公尺、地上26層地下2層。頂樓有直徑40公尺的緊急用直升機坪。與1號館設計相同。
- W-11 日本郵政集團埼玉大廈

高129.8公尺、地上28層地下1層。暖色外牆為一大特色。
- W-12 NTT東日本（日语：東日本電信電話）埼玉新都心大廈『埼玉MEDIA WAVE』
- 歌樂本社事務所、技術中心

### 商業
- W-10 埼玉新都心郵便局（日语：さいたま新都心郵便局）
- COCOON CITY（日语：コクーンシティ）
  - E-01 COCOON CITY COCOON 1
  - E-02 COCOON CITY COCOON 3
  - E-03 COCOON CITY Parkside Building
  - E-14 COCOON 1 立體停車場
  - E-15 COCOON CITY COCOON 2
  - E-16 埼玉新都心COCOON CITY住宅展示場

### 住宿
- W-08 『Brillante武藏野』飯店（埼玉縣公立學校共濟組合宿泊設施）
- W-09 Rafre埼玉（簡易保險總合健康推進中心）
- E-13 東橫INN埼玉新都心店

### 入駐新都心的行政機關
法務省
- 東京矯正管區（日语：東京矯正管区）（合同廳舍2號館）
- 關東地方更生保護委員會（合同廳舍2號館）

厚生勞動省
- 關東信越厚生局（日语：関東信越厚生局）（合同廳舍1號館）
- 埼玉勞動局（明治安田生命埼玉新都心大廈（L.A.Tower））

財務省
- 關東財務局（合同廳舍1號館）
- 關東信越國稅局（日语：関東信越国税局）（合同廳舍1號館）
- 關東信越國稅不服審判所（合同廳舍1號館）

警察廳 　
- 關東管區警察局（日语：関東管区警察局）（合同廳舍2號館）

防衛省 　
- 北關東防衛局（合同廳舍2號館）

總務省 　
- 關東管區行政評價局（合同廳舍1號館）

農林水產省
- 關東農政局（日语：関東農政局）（合同廳舍2號館）
- 埼玉統計、情報中心（合同廳舍2號館）

經濟產業省 　
- 關東經濟產業局（合同廳舍1號館）
- 關東東北産業保安監督部（合同廳舍1號館）

國土交通省　 　
- 關東地方整備局（日语：関東地方整備局）（合同廳舍2號館）

環境省　 　
- 關東地方環境事務所（日语：関東地方環境事務所）（明治安田生命埼玉新都心大廈（L.A.Tower））

人事院
- 關東事務局（合同廳舍1號館 ）

### 鐵路車站
- 埼玉新都心站: 東日本旅客鐵道宇都宮線、高崎線、京濱東北線
- 北與野站: 東日本旅客鐵道埼京線（北與野行人天橋（日语：北与野デッキ）連結）
- 與野站: 東日本旅客鐵道京濱東北線（新都心南部的最近車站）

### 主要連絡道路
- 首都高速道路埼玉新都心線 - 新都心出入口（出口與入口不同處）
- 國道17號（與野大宮道路（日语：与野大宮道路））
- 埼玉縣道35號川口上尾線（日语：埼玉県道35号川口上尾線）（產業道路）
- 埼玉縣道56號埼玉富士見野所澤線（日语：埼玉県道56号さいたまふじみ野所沢線）（南大通東線、東西大通）
- 埼玉縣道164號鴻巢桶川埼玉線（日语：埼玉県道164号鴻巣桶川さいたま線）（中山道）
- 埼玉縣道159號埼玉北袋線（日语：埼玉県道159号さいたま北袋線）（赤山東線）

## 沿革

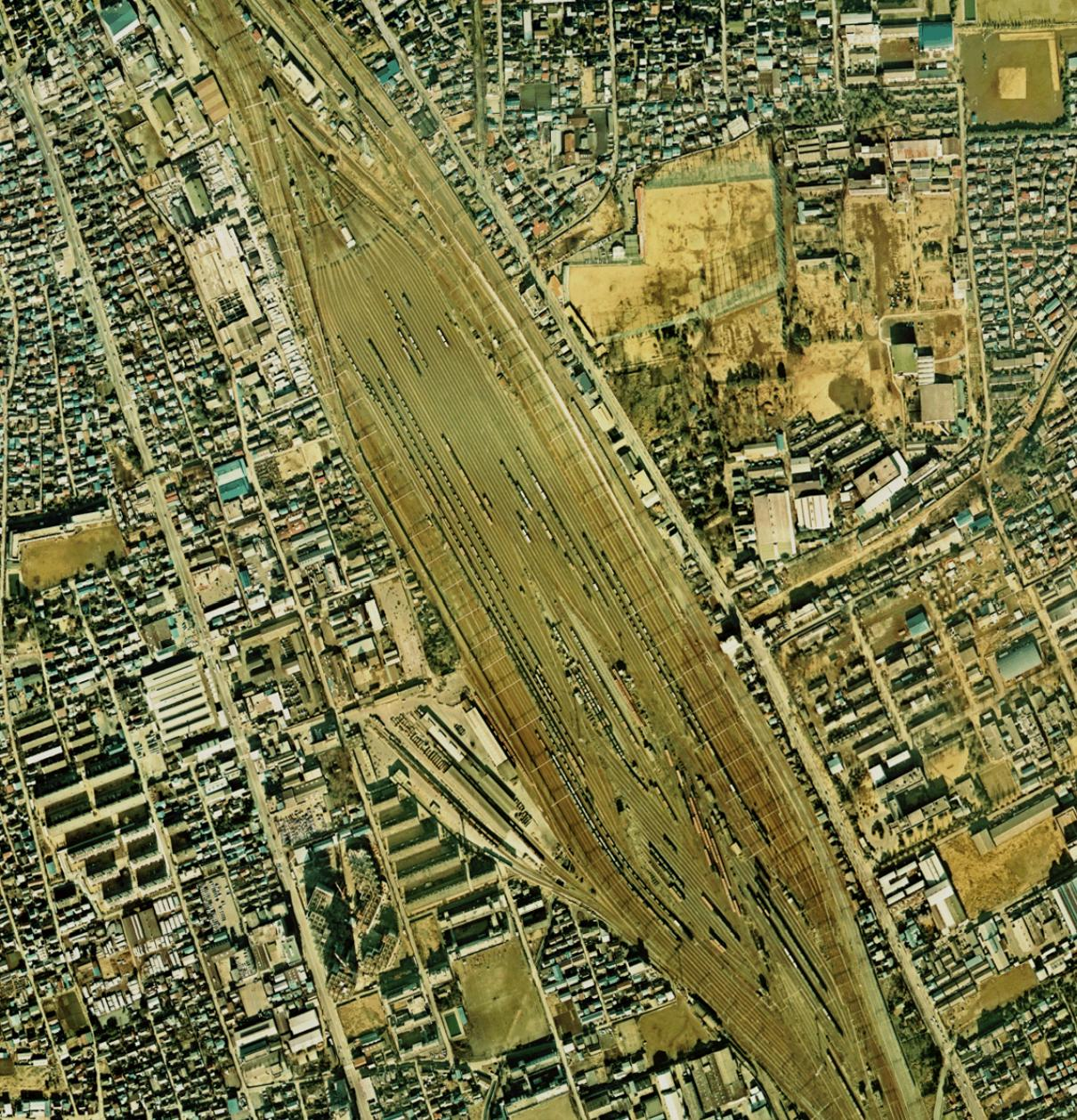
1974年的大宮調車場。

- 1986年（昭和61年）6月 - 浦和市與大宮市指定為業務核都市。
- 1988年（昭和63年）6月14日 - 多極分散型國土形成促進法施行。
- 1989年（平成元年）8月 - 決定移轉政府機關至埼玉新都心。
- 1991年（平成3年）11月 - 動工。地區暱稱決定為「YOURS360（ユアースサンロクマル）」。
- 1999年（平成11年）4月 - 地區名稱決定為「埼玉新都心」。
- 1999年（平成11年）6月 - 「埼玉新都心開街紀念事業實行準備委員會」（會長：土屋義彦埼玉縣知事（當時））正式決定2000年5月5日開街。
- 1999年（平成11年）8月 - 12月 - 與野市中小學生與一般市民，經團連會長奧田碩，名譽會長豐田章一郎，東京都知事石原慎太郎等人參訪、視察建設中的埼玉超級體育館等設施。
- 2000年（平成12年）2月 - 西大通與富士通，東西大通部分通車。
東京、大手町，霞關等各廳舍開始進行移轉作業。
- 2000年（平成12年）4月1日 - 埼玉新都心站開業。
- 2000年（平成12年）4月24日 - 埼玉新都心郵便局（日语：さいたま新都心郵便局）開局。
- 2000年（平成12年）5月5日 - 開街儀式。
- 2000年（平成12年）9月 - 埼玉超級體育館，簡易保險加入者福祉設施「Rafre埼玉」，櫸樹廣場（日语：けやきひろば）商店與餐廳等開幕。
- 2000年（平成12年）10月 - 埼玉超級體育館內的「約翰·藍儂博物館（日语：ジョン・レノン・ミュージアム）」開幕。
- 2001年（平成13年）3月 - 大宮鉾杉橋（埼玉新都心東西連絡路）開放。
- 2001年（平成13年）4月 - NTT docomo埼玉大廈開幕。
- 2001年（平成13年）5月 - 舊浦和市、大宮市、與野市合併成立埼玉市。
- 2002年（平成14年）3月 - 36層的高層辦公大樓「明治生命埼玉新都心大廈」（現明治安田生命埼玉新都心大廈（日语：明治安田生命さいたま新都心ビル））別稱「L.A Tower」開幕。
- 2003年（平成15年）4月 - 改制政令指定都市，包含舊市町名（吉敷町、北袋町、上落合、上木崎等）的埼玉新都心西側地區更名為「埼玉市中央區新都心」。
- 2003年（平成15年）7月 - 埼玉新都心全域，依照都市再生特別措置法（日语：都市再生特別措置法）指定為都市再生緊急整備地域「埼玉新都心站周邊地域」。
- 2004年（平成16年）5月26日 - 首都高速道路埼玉新都心線與野〜新都心間開通。
- 2004年（平成16年）7月 - NTT東日本埼玉新都心大廈開幕。
- 2004年（平成16年）9月17日 - 購物中心「COCOON新都心（日语：コクーン新都心）」開幕。
- 2006年（平成18年）8月4日 - 首都高速埼玉新都心線新都心出入口〜埼玉見沼出入口開通。新都心西出入口的埼玉見沼方面出入口開放。
- 2007年（平成19年）8月20日 - 歌樂株式會社的總部自埼玉縣戶田市移至此地。
- 2009年（平成21年）3月29日 - 赤山東線、新都心大橋開通。
- 2010年（平成21年）9月30日 - 埼玉超級體育館內的約翰·藍儂博物館關閉。

## 圖片

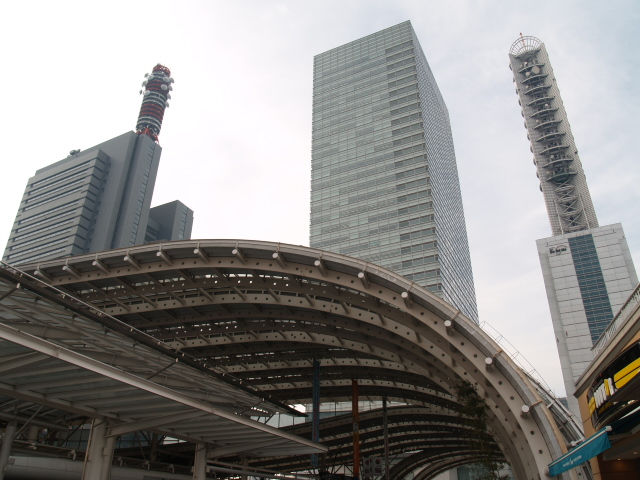
埼玉新都心。前方是埼玉新都心站。左起為合同廳舍1號館、LAND AXIS TOWER、NTT docomo埼玉大廈。
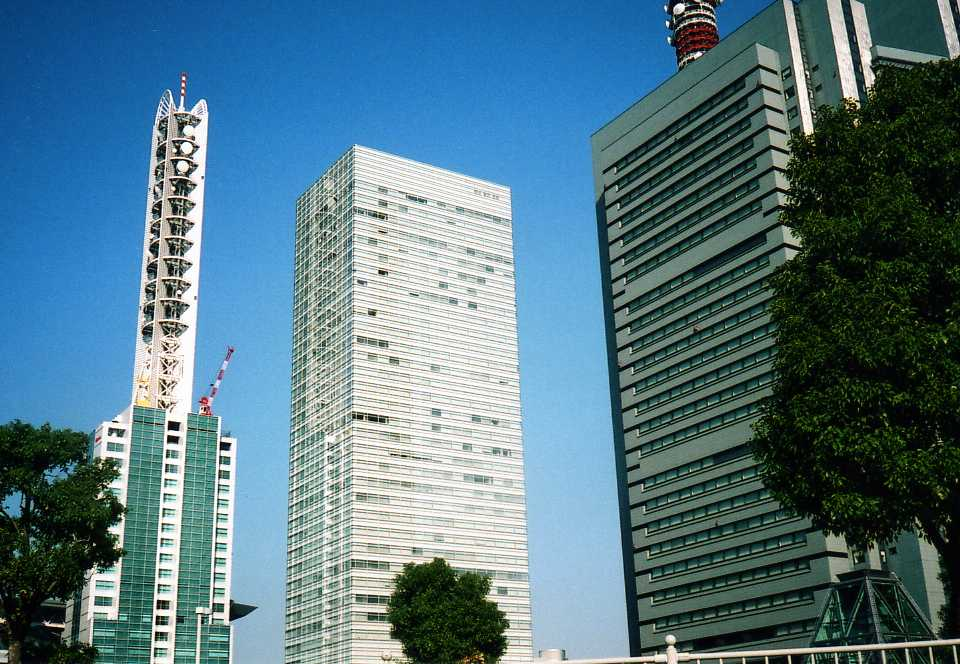
左起為NTT docomo，明治安田生命，合同廳舍1號
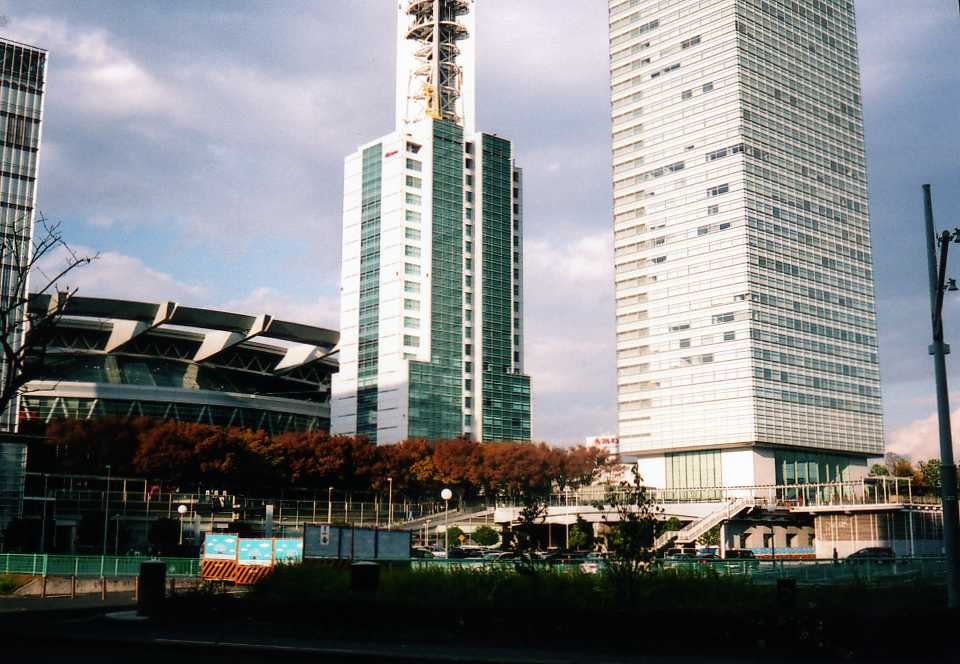
中央為「櫸樹廣場」（2008年初冬）
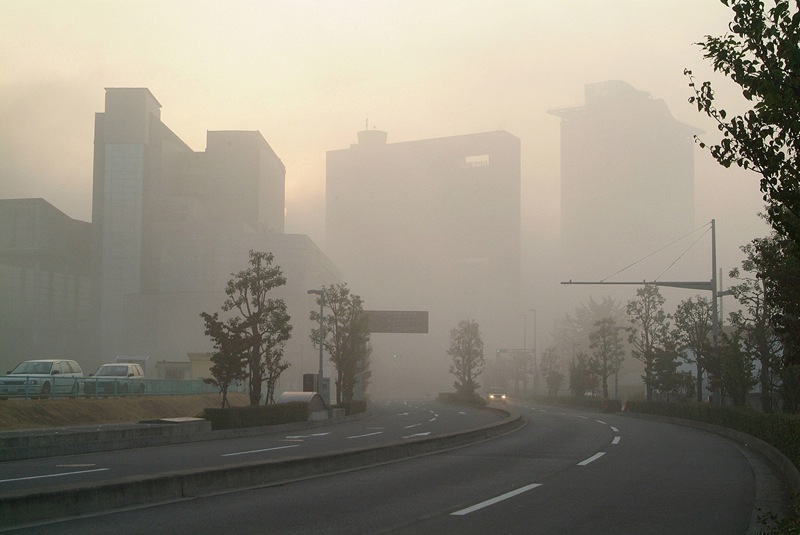
早晨的埼玉新都心。左起為Brillante武藏野、Rafre埼玉、日本郵政
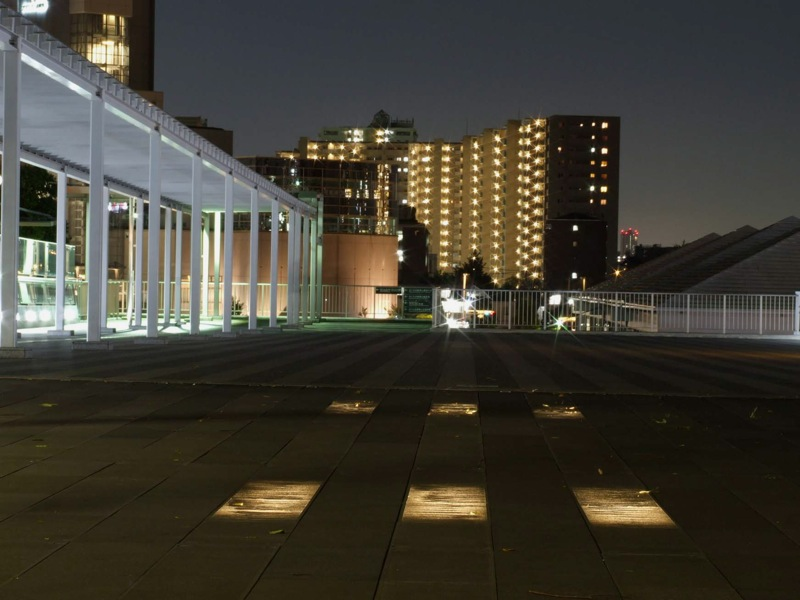
行人天橋上遠眺與野方向。正面為公寓「Arena Garden」（アリーナガーデン）
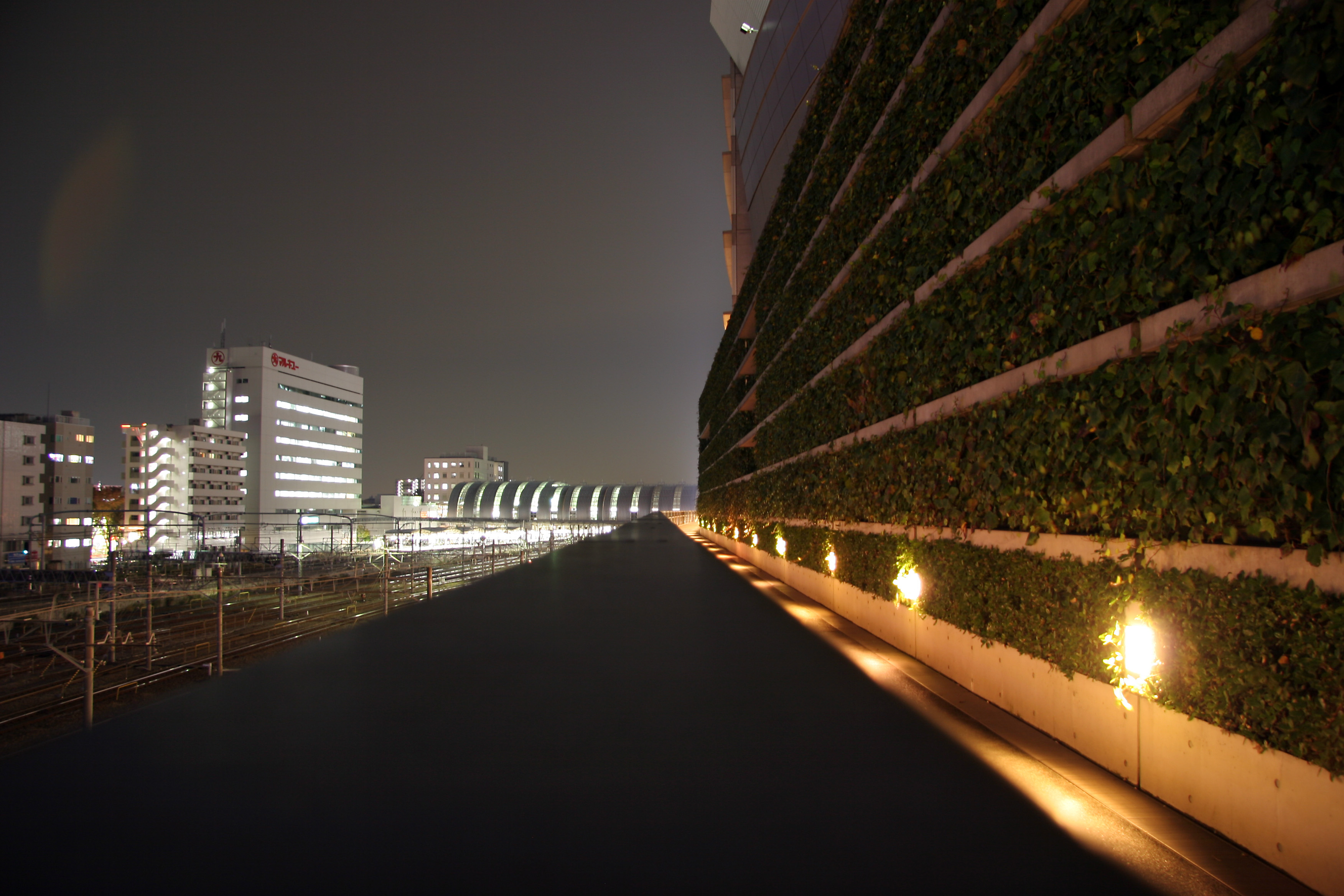
超級體育館所見的東口
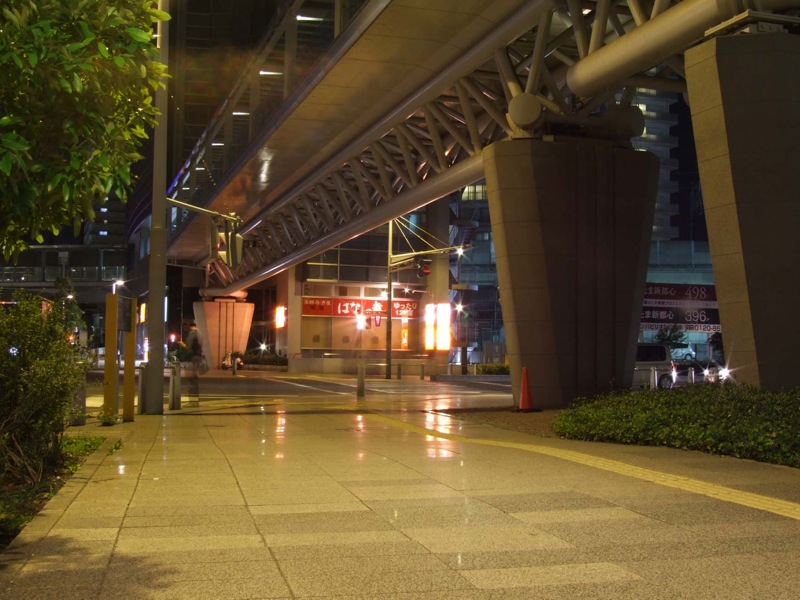
北與野行人天橋（日语：北与野デッキ）
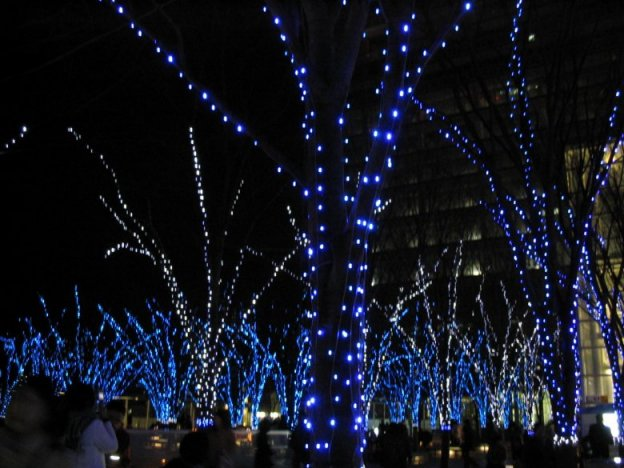
櫸樹廣場的燈景
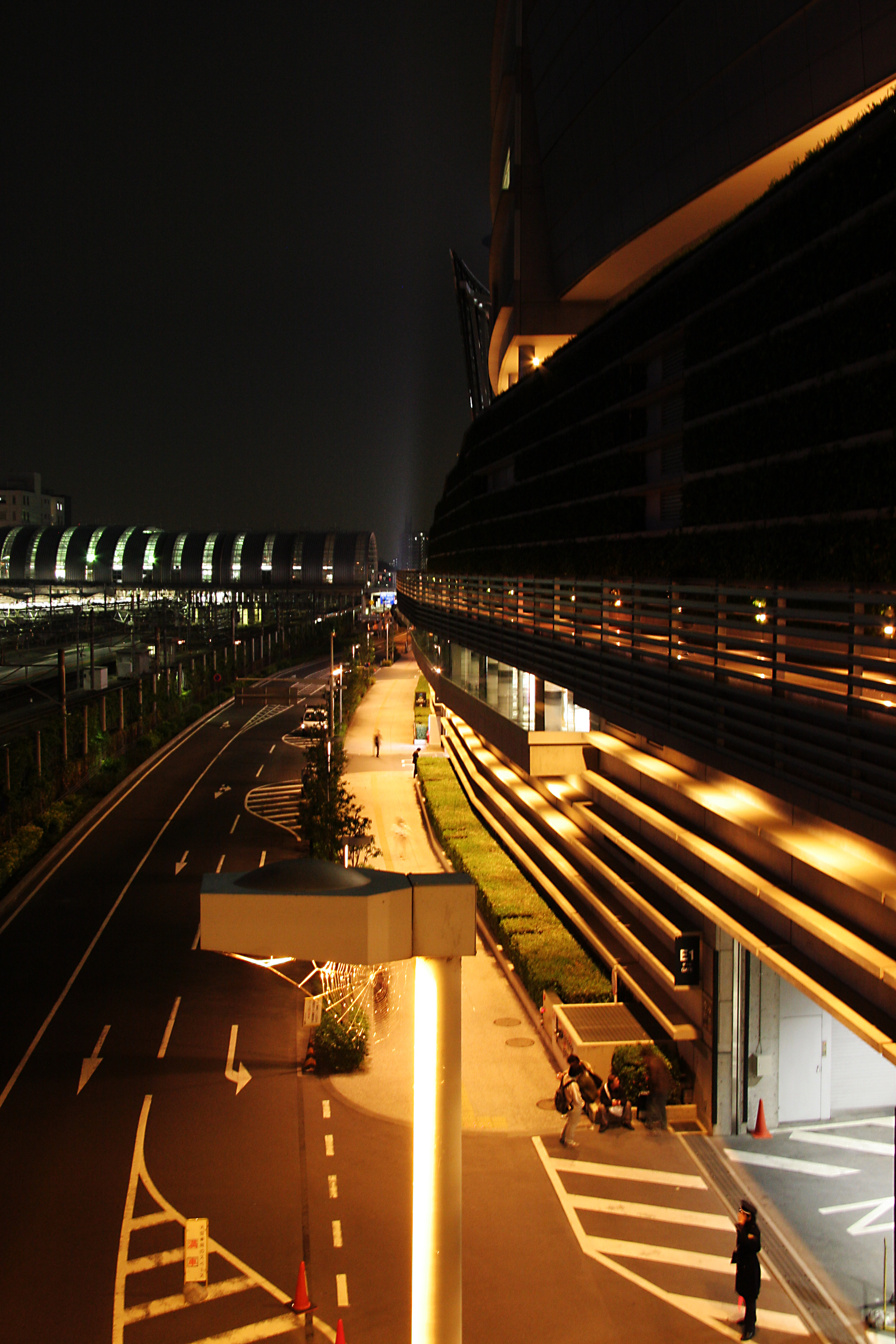
埼玉新都心站遠望
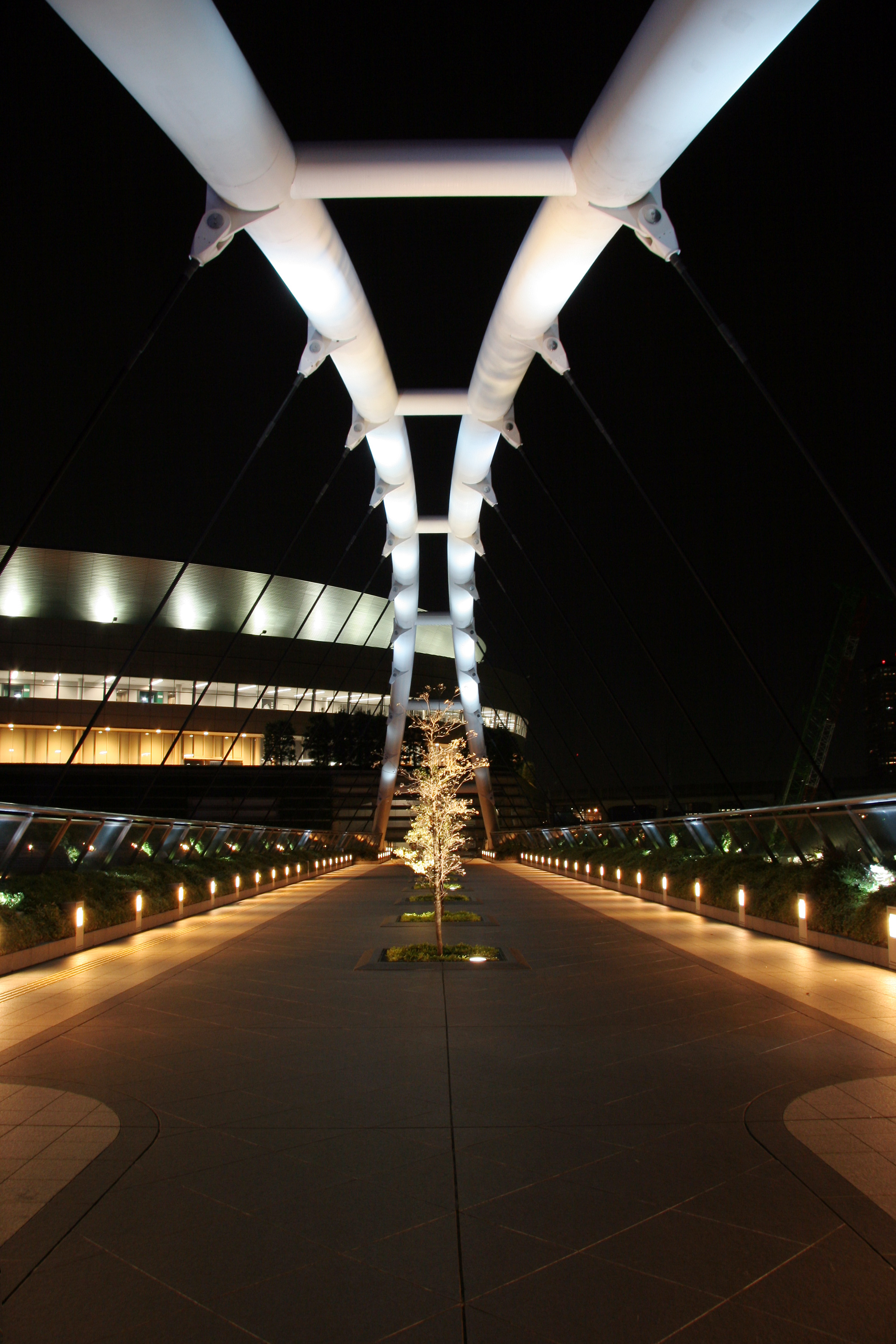
大宮鉾杉橋
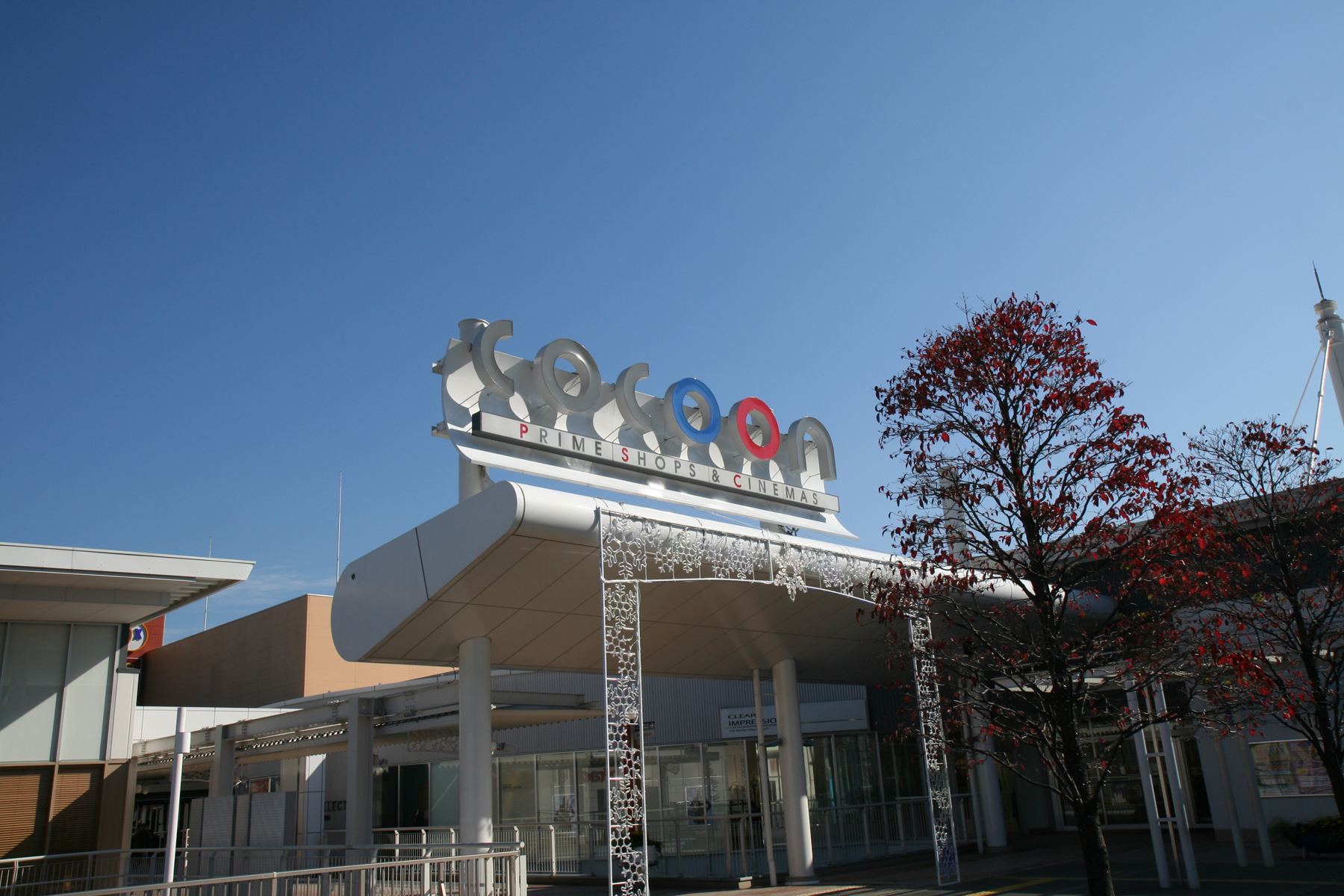
COCOON新都心
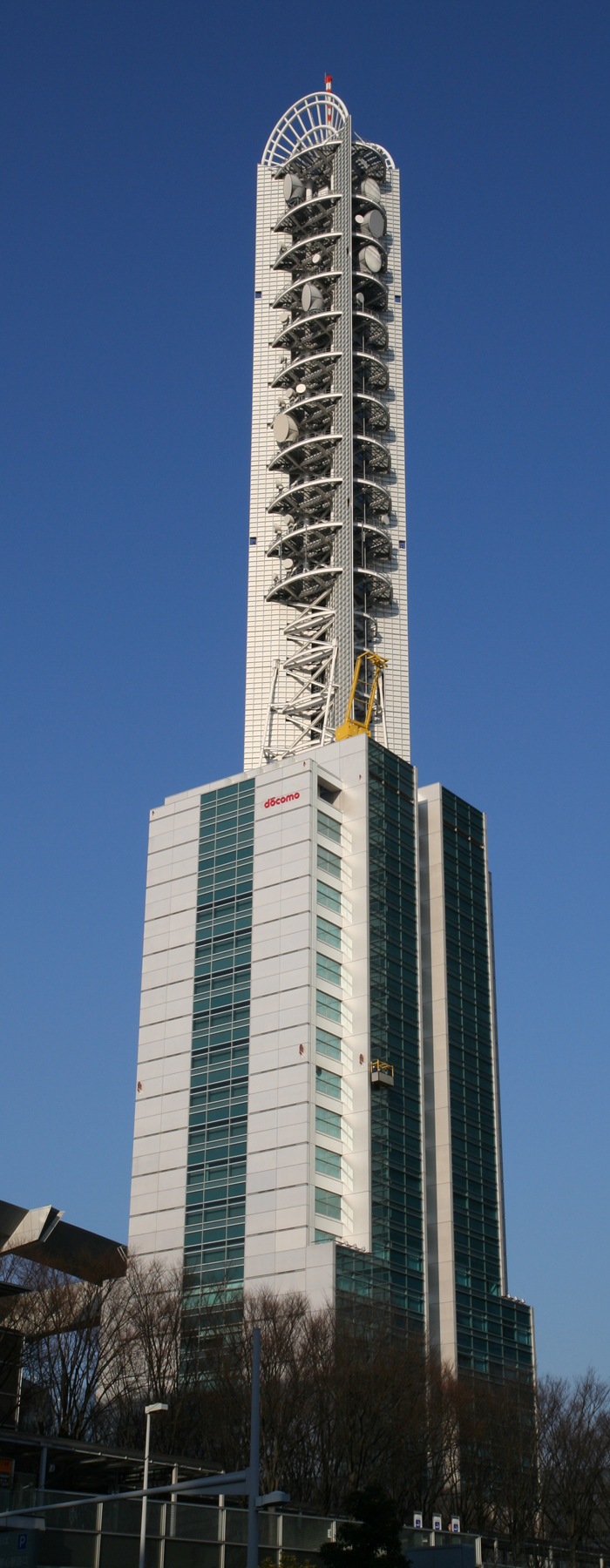
NTT docomo埼玉大廈
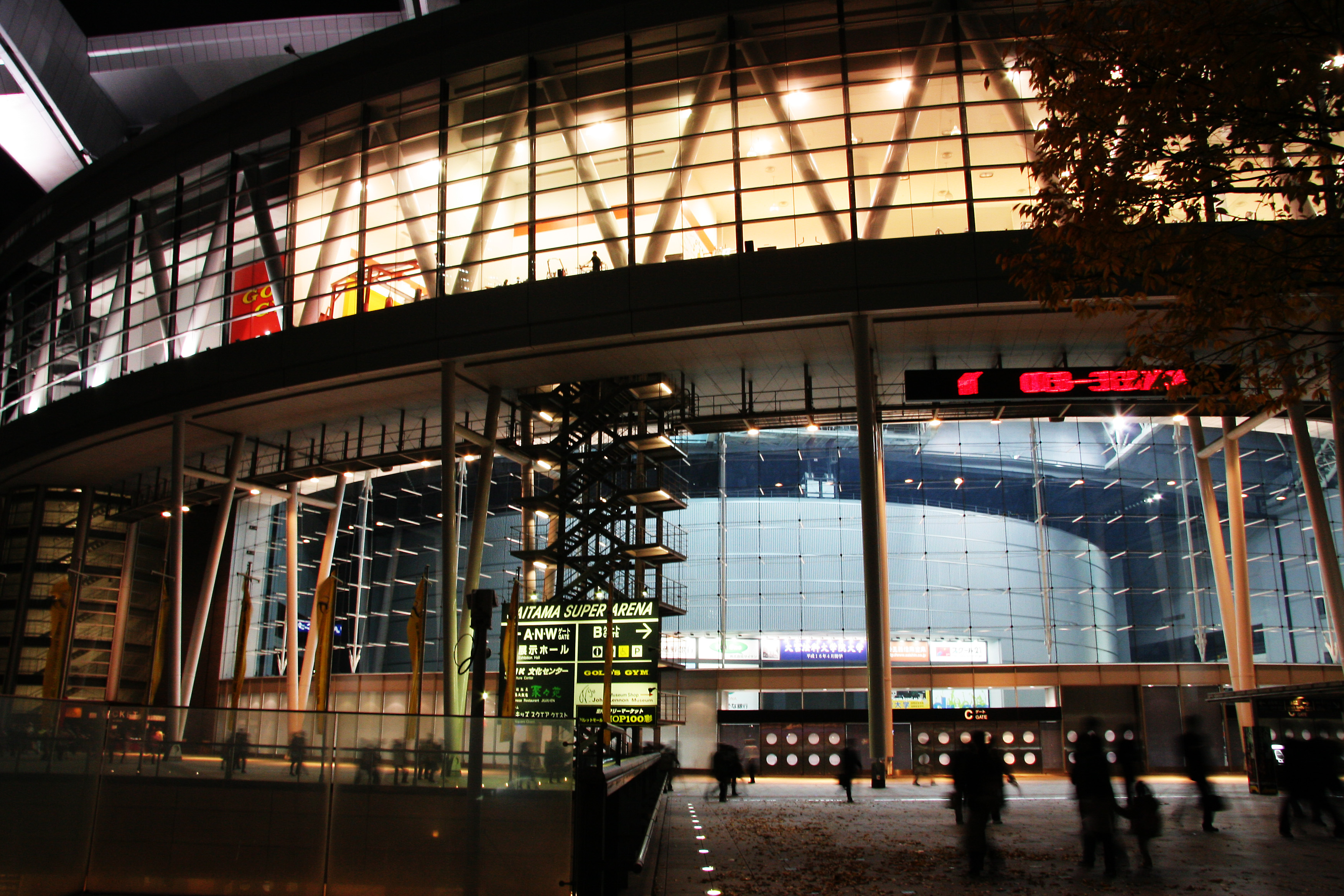
埼玉超級體育館正面夜景
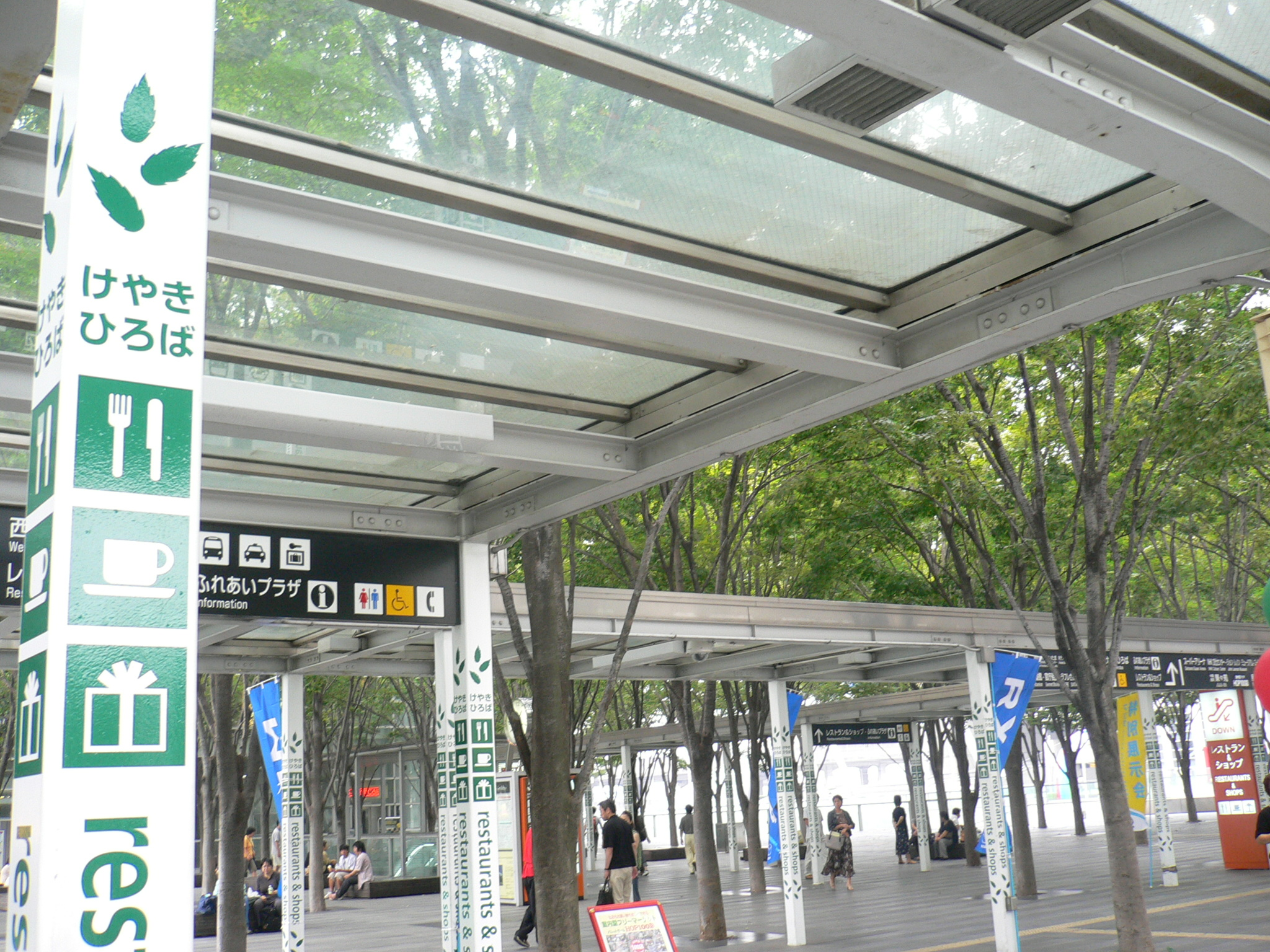
櫸樹廣場
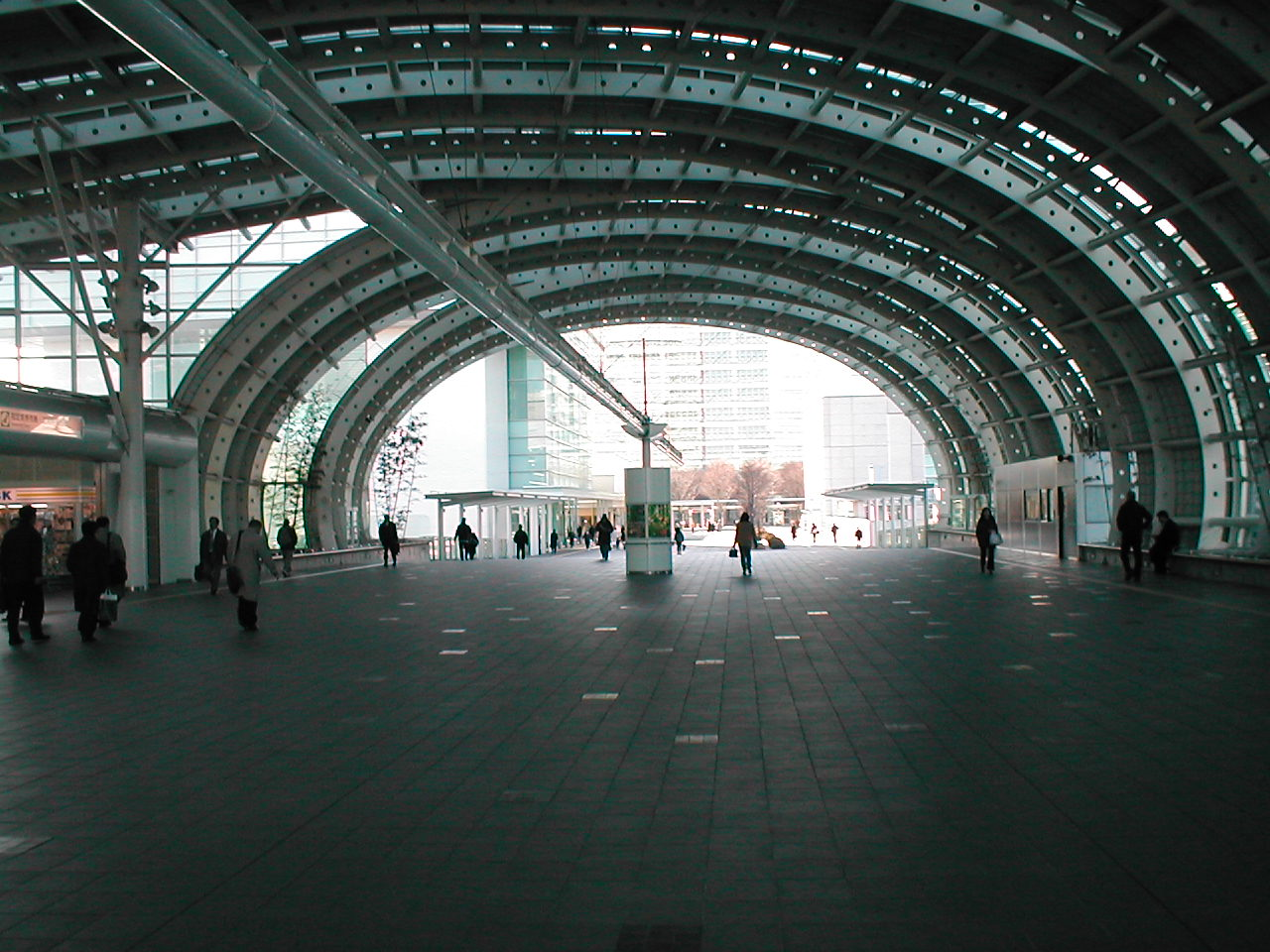
埼玉新都心站東西自由通路
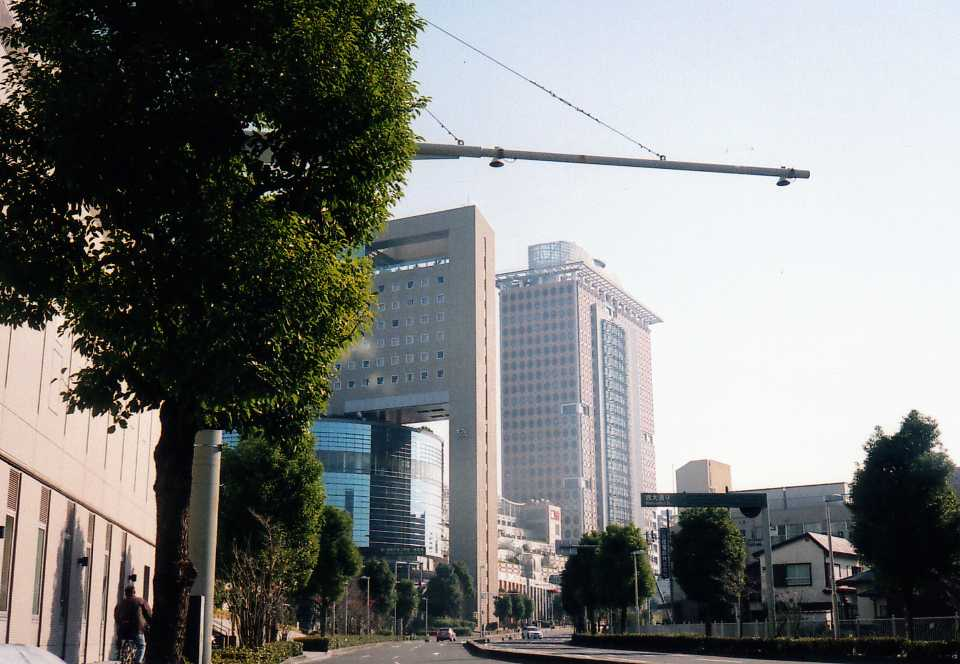
西大通。左為Rafre埼玉，後方是日本郵政集團埼玉大廈
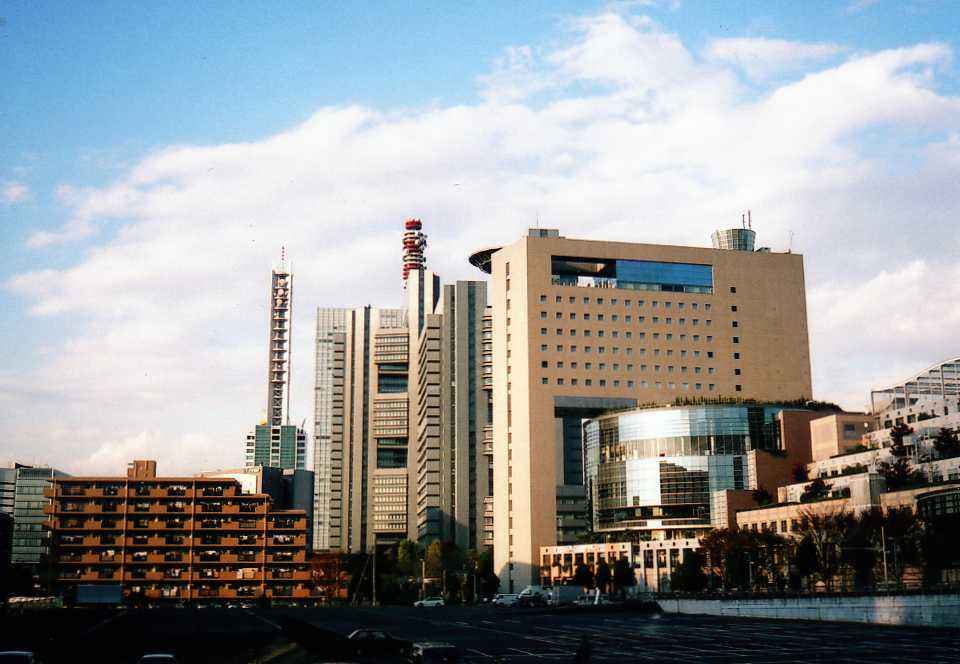
右側前方為Rafre埼玉，後方是合同廳舍
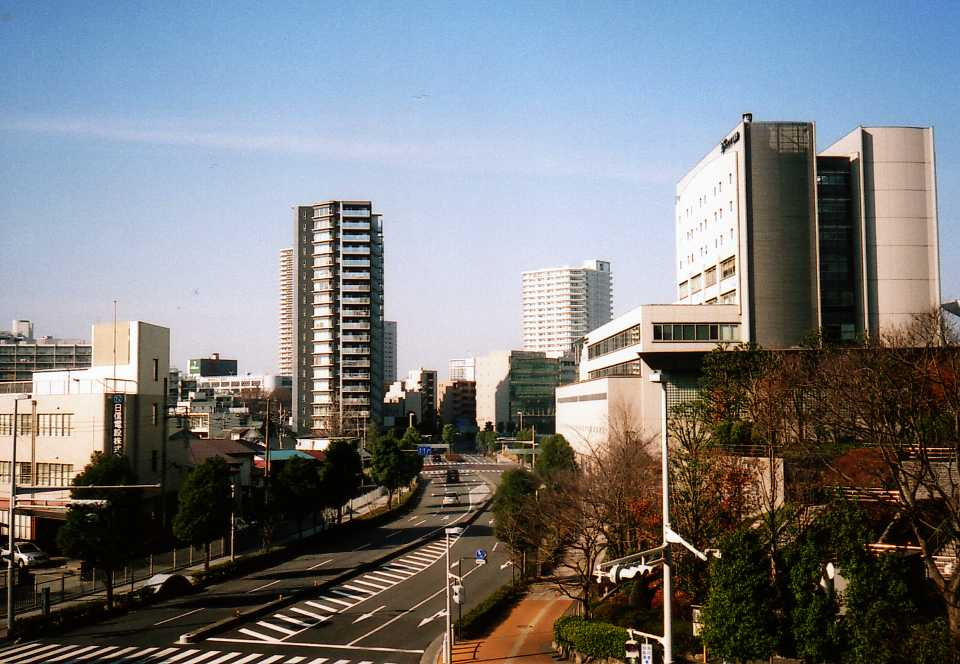
右側前方為Brillante武藏野，左為公寓「City Terrace」（シティテラス）

## 外部連結
- 埼玉新都心（埼玉縣）
- 埼玉新都心資訊
- 埼玉新都心10年（asahi.com） （页面存档备份，存于）